# سنا سعید
سنا سعید (به انگلیسی: Sana Saeed) (زاده ۲۲ سپتامبر ۱۹۸۸) بازیگر، مدل هندی است. از فیلم‌هایی که وی در آن نقش داشته‌است می‌توان به ابر، هر دلی که عاشق بشه، معجزه احساس، دانش‌آموز سال اشاره کرد.